# Solør Futsal 2008-2009
Questa voce raccoglie le informazioni riguardanti il Solør Futsal nelle competizioni ufficiali della stagione 2008-2009.

## Stagione
Il Solør ha partecipato alla Futsal Eliteserie 2008-2009, primo campionato norvegese riconosciuto dalla Norges Fotballforbund. La squadra ha chiuso l'annata al 6º posto finale.

## Rosa
| N° | Naz.                | Ruolo | Sportivo            | Anno     |  |  |
| -- | ------------------- | ----- | ------------------- | -------- |  |  |
|    | Norvegia (bandiera) | POR   | Arnfinn Rekdal      |          |  |  |
|    | Norvegia (bandiera) | POR   | Kjell Ytterdahl     | 16.02.58 |  |  |
|    | Norvegia (bandiera) | DIF   | Bjørn Holter        | 14.05.73 |  |  |
|    | Norvegia (bandiera) | DIF   | Hakija Hrnic        |          |  |  |
|    | Norvegia (bandiera) | UNI   | Håvard Hegre        | 23.11.82 |  |  |
|    | Norvegia (bandiera) | UNI   | Hans Espen Jordhøy  | 05.10.75 |  |  |
|    | Norvegia (bandiera) | UNI   | Kristoffer Myrvold  | 31.08.76 |  |  |
|    | Norvegia (bandiera) | PIV   | Marius Folgerø      | 16.09.78 |  |  |
|    | Norvegia (bandiera) | PIV   | Magnus Johansen     | 11.02.83 |  |  |
|    | Norvegia (bandiera) | PIV   | Ole Andreas Solberg | 25.01.78 |  |  |

## Risultati

### Eliteserie

#### Girone di andata
| 29 novembre 2008, ore 12:00 1ª giornata | Vegakameratene   | 7 – 6 referto | Solør | \| Arbitro: \| Bjørndalen Røang \| |
| Arbitro:                                | Bjørndalen Røang |               |       |                                    |

| 29 novembre 2008, ore 18:00 2ª giornata | Solør  | 4 – 3 referto | Nidaros | \| Arbitro: \| Myhren \| |
| Arbitro:                                | Myhren |               |         |                          |

| 30 novembre 2008, ore 14:00 3ª giornata | Horten           | 3 – 7 referto | Solør | \| Arbitro: \| Bjørndalen Røang \| |
| Arbitro:                                | Bjørndalen Røang |               |       |                                    |

| 13 dicembre 2008, ore 12:00 4ª giornata | Solør              | 1 – 0 referto | Sandefjord | \| Arbitro: \| Hafsås (Trondheim) \| |
| Arbitro:                                | Hafsås (Trondheim) |               |            |                                      |

| 13 dicembre 2008, ore 18:00 5ª giornata | Harstad | 2 – 7 referto | Solør | \| Arbitro: \| Krokdal \| |
| Arbitro:                                | Krokdal |               |       |                           |

| 14 dicembre 2008, ore 12:00 6ª giornata | Solør  | 4 – 1 referto | KFUM Oslo | \| Arbitro: \| Lyngbø \| |
| Arbitro:                                | Lyngbø |               |           |                          |

| 3 gennaio 2009, ore 14:00 7ª giornata | Holmlia | 5 – 3 referto | Solør | \| Arbitro: \| Hestvåg \| |
| Arbitro:                              | Hestvåg |               |       |                           |

| 3 gennaio 2009, ore 14:00 8ª giornata | Fyllingsdalen   | 3 – 1 referto | Solør | \| Arbitro: \| Helgerud (Lier) \| |
| Arbitro:                              | Helgerud (Lier) |               |       |                                   |

| 4 gennaio 2009, ore 14:00 9ª giornata | Solør   | 1 – 0 referto | Bogstadveien | \| Arbitro: \| Hestvåg \| |
| Arbitro:                              | Hestvåg |               |              |                           |

#### Girone di ritorno
| 17 gennaio 2009, ore 12:00 10ª giornata | Solør        | 1 – 5 referto | Vegakameratene | \| Arbitro: \| Rafiq (Oslo) \| |
| Arbitro:                                | Rafiq (Oslo) |               |                |                                |

| 17 gennaio 2009, ore 18:00 11ª giornata | Nidaros       | 10 – 5 referto | Solør | \| Arbitro: \| Thorsø Hansen \| |
| Arbitro:                                | Thorsø Hansen |                |       |                                 |

| 18 gennaio 2009, ore 14:00 12ª giornata | Solør  | 4 – 7 referto | Horten | \| Arbitro: \| Lyngbø \| |
| Arbitro:                                | Lyngbø |               |        |                          |

| 24 gennaio 2009, ore 12:00 13ª giornata | Sandefjord | 4 – 3 referto | Solør | \| Arbitro: \| Myhren \| |
| Arbitro:                                | Myhren     |               |       |                          |

| 24 gennaio 2009, ore 18:00 14ª giornata | Solør  | 5 – 1 referto | Harstad | \| Arbitro: \| Sjelle \| |
| Arbitro:                                | Sjelle |               |         |                          |

| 25 gennaio 2009, ore 12:00 15ª giornata | KFUM Oslo | 2 – 2 referto | Solør | \| Arbitro: \| Myhren \| |
| Arbitro:                                | Myhren    |               |       |                          |

| 14 febbraio 2009, ore 14:00 16ª giornata | Solør            | 6 – 9 referto | Holmlia | \| Arbitro: \| Bjørndalen Røang \| |
| Arbitro:                                 | Bjørndalen Røang |               |         |                                    |

| 14 febbraio 2009, ore 20:00 17ª giornata | Solør   | 3 – 5 referto | Fyllingsdalen | \| Arbitro: \| Hussain \| |
| Arbitro:                                 | Hussain |               |               |                           |

| 15 febbraio 2009, ore 12:00 18ª giornata | Bogstadveien | 10 – 5 referto | Solør | \| Arbitro: \| Hussain \| |
| Arbitro:                                 | Hussain      |                |       |                           |